# SCIgen
SCIgen — компьютерная программа, генерирующая случайный текст, напоминающий научную статью, содержащую иллюстрации, графики и примечания. Заявленное назначение: «автоматически генерировать тезисы для конференций, подозреваемых в низком цензе приёма».
В 2005 году «статья» Rooter: A Methodology for the Typical Unification of Access Points and Redundancy была принята к публикации (без рецензирования статьи) WMSCI и авторы были приглашены на конференцию. Авторы рассказали о мистификации на своём сайте, в результате чего конференция WMSCI лишилась финансовой поддержки со стороны IEEE.
Позже созданные с помощью программы «статьи» были приняты к публикации на конференциях IPSI-BG и International Symposium of Interactive Media Design. Студент из Ирана под псевдонимом Мосалла Нежад подал такую статью в журнал Applied Mathematics and Computation, где её приняли, но успели изъять до печати после объяснения, что это была мистификация.
В 2014 году только издательства Springer и IEEE удалили 120 «научных» статей, сгенерированных SCIgen и опубликованных в их научных журналах с 2008 по 2013 годы. Публикации программы попали на 30 различных научных конференций. В апреле 2010 года автор SCIgen сгенерировал 102 фальшивые статьи и опубликовал их от имени вымышленного автора Айка Анткаре (англ. Ike Antkare). Публикации попали в базу Google Scholar, а индекс цитирования для Анткаре вскоре вырос до 94 баллов, что сделало виртуального персонажа на тот момент 21-м по цитируемости учёным в мире.
В 2021 году было опубликовано исследование 243 статей SCIgen, опубликованных в академической литературе. Они обнаружили, что статьи SCIgen составляют 75 статей на миллион статей (<0,01 %) по информатике, и что была рассмотрена лишь небольшая часть обнаруженных статей.

## Скандал с «Корчевателем» в России
В сентябре 2008 года российский «Журнал научных публикаций аспирантов и докторантов» опубликовал рецензированную статью «Корчеватель: алгоритм типичной унификации точек доступа и избыточности», являющуюся компьютерным переводом (с некоторой ручной правкой перевода) английской статьи Rooter: A Methodology for the Typical Unification of Access Points and Redundancy. Статья опубликована под именем вымышленного автора Михаила Жукова.
Текст был отправлен сотрудниками газеты «Троицкий вариант», решившими продемонстрировать низкое качество системы научных публикаций и рецензирования. Статья получила следующие оценки рецензента: «Актуальность работы: высокая; Выбор объекта исследования: правильный. Определение задач и целей работы: логичное. Новизна научного материала: отличная. Степень разработанности темы: достаточный. Структурированность работы: хорошая. Методическая ценность: отличная. Стиль изложения: неудовлетворительный. Практическая эффективность: отличная». Претензии рецензента сводились к ненаучности, по его мнению, стиля отдельных выражений («Стиль изложения может быть хорош для газетной статьи, не для научной!»), после их исправления статья была принята и опубликована.
17 октября 2008 года решением президиума Высшей аттестационной комиссии Министерства образования и науки Российской Федерации журнал «Журнал научных публикаций аспирантов и докторантов» был исключён из Перечня ведущих рецензируемых научных журналов и изданий, в которых должны быть опубликованы основные научные результаты диссертаций на соискание учёных степеней доктора и кандидата наук (так называемого «Списка ВАК»).